# Azules del Valle de Mexicali
Los Azules del Valle de Mexicali fue un equipo de béisbol que participó en la Liga Norte de Sonora y en la Liga Norte de México con sede en Mexicali, Baja California, México.

## Historia
Los Azules del Valle de Mexicali es un equipo sucursal de los equipos de la Liga Mexicana de Béisbol Acereros de Monclova y Petroleros de Minatitlán. Tiene su sede en la ciudad de Mexicali en el estado de Baja California. En el 2009 será apenas su tercera participación en la liga.
Su parque es el Campo Azteca del Km. 43.